# جامعة الخليج الطبية
جامعة الخليج الطبية (بالإنجليزية: Gulf Medical University)‏ هي كلية طب، تأسست في 1998، في الإمارات العربية المتحدة. وهي جامعة خاصة، تقع في قلب مدينة عجمان بالقرب من مستشفى ثومبي الجامعي (Thumbay University Hospital ) وتتميز الجامعة بوجود شبكتها الخاصة من المستشفيات والعيادات والمعاهد. كما أن برامج الجامعة معتمدة من قبل وزارة التربية والتعليم في دولة الإمارات العربية المتحدة، ومن قبل منظمة الصحة العالمية (WHO) ومدرجة في قائمة منظمة الصحة العالمية لكليات الطب IMED.
تضم الجامعة  6270 طالباً من 72 جنسية في مختلف كلياتها ، وتعتبر هذه الجامعة واحدة من أفضل جامعات وكليات عجمان في تخصصات الهندسة وإدارة الأعمال، وتعتمد جامعة عجمان التعليم الإكتروني في بعض تخصصاتها.

## الكليات
كليات جامعة الخليج الطبية:
- كلية الطب
- كلية طب الأسنان
- كلية الصيدلة
- كلية العلوم الصحية
- كلية التمريض
- كلية إدارة واقتصادات الرعاية الصحية
- كلية للإدارة والذكاء الاصطناعي في مجال الرعاية الصحية[7]

#### الخدمات التي تقدمها جامعة الخليج الطبية للطلاب[8]
- الإرشاد والتوجيه المهني للطلاب.
- تأمين سكن تتوافر فيه جميع المقومات التي يحتاجها الطلاب.
- تضم الجامعة عدد كبير من النوادي الطلابية كالنوادي الثقافية والرياضية وغيرها.
- تأمين تدريب الطلاب العملي في كبريات المستشفيات في عجمان والشارقة وأبوظبي.
- قاعات خاصة للدراسة الجماعية
- مكتبة متطورة تمكن الطلاب من الوصول إلى المعلومة بسرعة.

## مرافق التدريب
من أهم مرافق الجامعة:
- مستشفى جامعة ثومبي الذي يضم 350 سريرًا
- مستشفى ثومبي للأسنان أكبر مستشفى طب أسنان أكاديمي في القطاع الخاص في منطقة الشرق الأوسط
- مستشفى ثومبي للعلاج الطبيعي وإعادة التأهيل
- صيدلية روبوتية خاصة تحتوي على مرافق رعاية رباعية.
- مختبرات ثومبي لتقديم اختبارات عالية التخصص
- مركز إعادة تأهيل
- وحدة العلاج المائي
- مرافق تشخيص فائقة التخصص لفحص الأطفال حديثي الولادة

## وصلات خارجية
- الموقع الرسمي